# Глупая…
«Глупая…» — российский мультфильм Екатерины Соколовой по рассказу Юрия Коваля, снят в 2008 году.

## Сюжет
Сюжет основан на рассказе-миниатюре Юрия Коваля «Воронья любовь».
Действие происходит зимой в деревне. К Кате, жене Коли-механизатора привязалась ворона — она ходит за ней повсюду. Мужики смеются над ней и называют «воронья невеста». Катя же страдает от недостатка внимания своего мужа Коли. Однажды, не выдержав, Катя окатывает ворону водой из колодца.
Писатель наблюдает за происходящим из окна своей избы, а в конце фильма отправляется в лыжную прогулку.
Вот всё-таки какая глупая бывает на свете любовь…

## Создатели
- Режиссёр — Екатерина Соколова
- Сценарист — Екатерина Соколова
- Художник-постановщик — Екатерина Соколова
- Оператор — Максим Граник
- Звукорежиссёр — Надежда Шестакова
- Аниматоры — Владислав Байрамгулов, Екатерина Бойкова, Екатерина Бражкина, Наталия Грачёва, Екатерина Соколова, Елена Шарапова
- Продюсер — Валентина Хижнякова
- Композитор, автор песни — Дмитрий Хоронько
- Роли озвучивали — Алла Мещерякова, Дмитрий Хоронько, Михаил Гуро, Джемал Тетруашвили

## Награды
- Фильм вошёл в конкурсную программу фестиваля Суздаль-2008[1].
- Приз фестиваля «Листопадик» за лучший анимационный фильм для взрослых (2008)[2]
- Приз XVI Международного фестиваля анимационных фильмов "Крок"в категории «Фильмы продолжительностью 10—50 минут» (2009)[3]